# Brigata di Carta

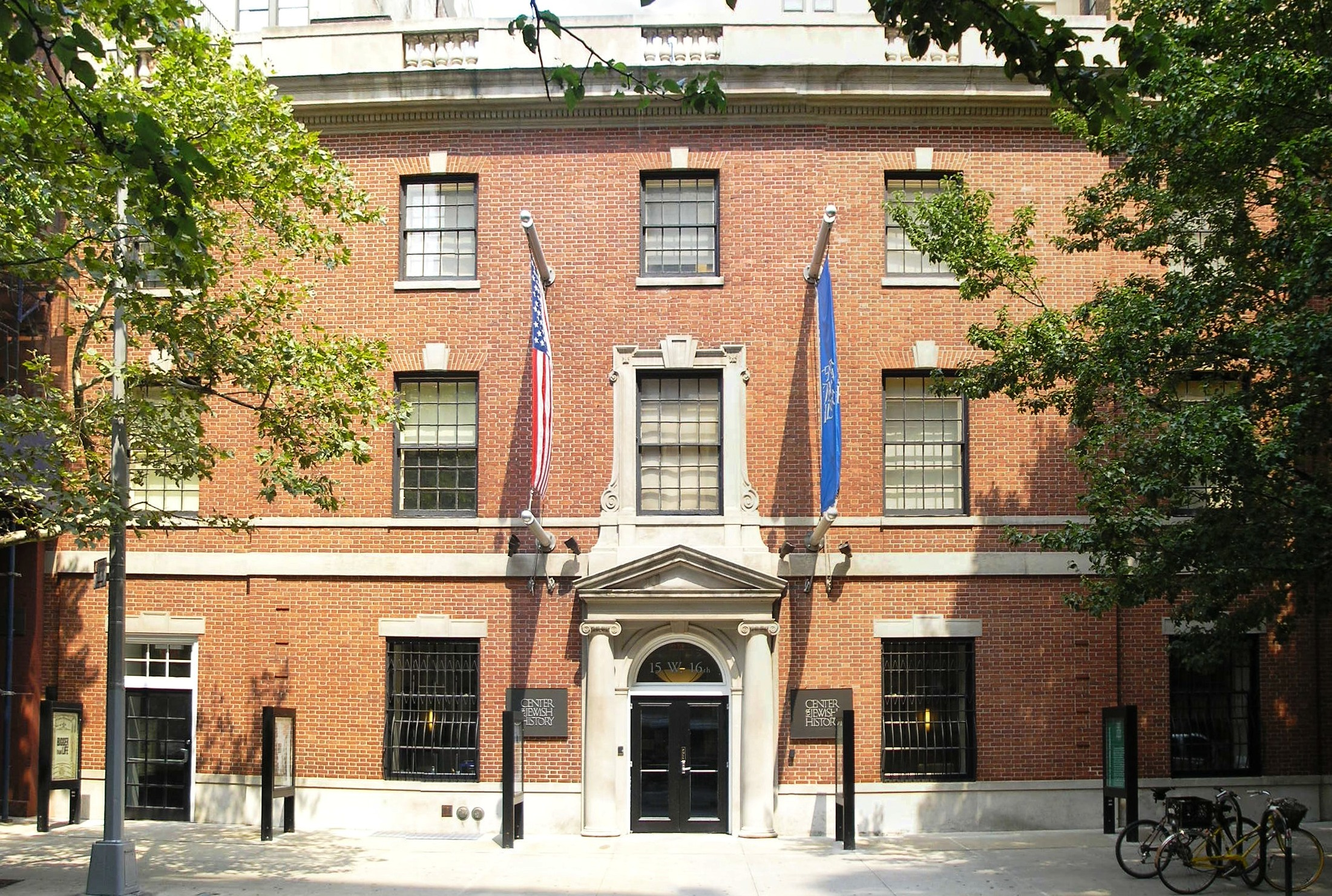
L'attuale quartier generale dell'Istituto YIVO, i cui archivi furono salvati dalla Brigata.

La Brigata di carta era il nome dato a un gruppo di residenti del ghetto di Vilnius che ha nascosto una grande quantità di manufatti culturali ebraici provenienti dallo YIVO (l'Istituto di ricerca yiddish), salvandoli dalla distruzione o dal furto da parte della Germania nazista. La Brigata fu istituita nel 1942 e fu guidata dai letterati Abraham Sutzkever e Shmerke Kaczerginski. Il gruppo contrabbandò libri, dipinti e sculture di nascosto alle guardie naziste e li nascosero in vari luoghi all'interno e intorno al Ghetto. Dopo la liquidazione del Ghetto, i membri sopravvissuti del gruppo fuggirono per unirsi ai partigiani ebrei, tornando infine a Vilnius in seguito alla sua liberazione da parte delle forze sovietiche. Le opere recuperate furono utilizzate per istituire il Museo ebraico di Vilnius, e successivamente introdotte clandestinamente negli Stati Uniti, dove lo YIVO si era ristabilito negli anni Quaranta. Alcune casse di materiale nascosto continuarono ad essere scoperte nella capitale lituana nei primi anni Novanta. Nonostante le perdite sia in epoca nazista che sovietica, fu conservato fra il 30 e il 40% del materiale custodito all'epoca dallo YIVO, che oggi rappresenta "la più grande raccolta di materiale sulla vita ebraica nell'Europa orientale esistente."

## L'attività della Brigata
Prima della seconda guerra mondiale, la città di Vilnius era un importante centro per la vita e la cultura ebraica, al punto da essere soprannominata la "Gerusalemme della Lituania". Vista come un crogiolo di tradizioni ebraiche e yiddish, la città ospitò la YIVO, un'organizzazione nata nel 1925 per preservare e promuovere la cultura yiddish. Situata nel distretto di Pohulanka, la YIVO mantenne un vasto archivio di opere in lingua yiddish e altri libri relativi alla cultura e alla storia ebraica nella sua sede centrale. Con la cattura di Vilnius da parte delle forze sovietiche il 19 settembre 1939, l'organizzazione fu rilevata dalle forze sovietiche, e Moyshe Lerer installato come leader. Tutto ciò però le permise di esistere in modo indipendente sotto la supervisione lituana, e infine di essere assorbita dall'Istituto di studi lituani sponsorizzato dai sovietici nel giugno 1940. Nonostante i cambiamenti, la collezione della YIVO rimase intatta, e riuscì persino a espandersi. Con il lancio dell'Operazione Barbarossa, le forze naziste avanzarono nei territori sovietici, catturando Vilnius, e gli archivi dello YIVO, il 24 giugno.
Poco dopo, arrivò nella capitale lituana il dottor Johannes Pohl, un rappresentante della Einsatzstab Reichsleiter Rosenberg (ERR), l'organizzazione nazista incaricata di saccheggiare, confiscare o distruggere tutto il materiale ritenuto politicamente importante nei paesi occupati dalle truppe germaniche, tra cui i beni culturali ebraici. Dopo aver esaminato l'archivio, Pohl ordinò che Vilnius diventasse il punto di raccolta principale della regione, assimilando così non solo gli archivi dello YIVO ma anche collezioni private provenienti dalle città di Kaunas, Šiauliai, Marijampolė, Valožyn e altri centri abitati vicini. Successivamente i nazisti allestirono un ufficio di smistamento nel 1942, per esaminare il materiale recuperato, selezionando gli oggetti di alta qualità da spedire all'Istituto per lo studio della questione ebraica: il resto doveva essere distrutto. Gli ordini ERR stabilivano che un massimo del 30 percento delle opere poteva essere classificato come "di alta qualità" e salvato. Per garantire che fossero selezionate le opere giuste, ai lavori di smistamento furono assegnati usati alcuni detenuti del ghetto ebraico, in gran parte persone in qualche maniera coinvolte con lo YIVO,  Tra i lavoratori c'erano Zelig Kalmanovich, Uma Olkenicki, Abraham Sutzkever, Shmerke Kaczerginski e Khaykel Lunski.
Il concetto stesso di distruzione delle opere dell'archivio e dei beni ad essi associati era profondamente traumatizzante per i lavoratori; nei suoi diari, Herman Kruk scrisse che "erano in lacrime... lo YIVO sta morendo. C'è una fossa comune nella cartiera." A quel punto i lavoratori si soprannominarono "Brigata di Carta" e, diretti da Sutzkever e Kaczerginski, cominciarono a sabotare i piani dell'ERR. Inizialmente i membri del gruppo opponevano una semplice resistenza passiva, rifiutandosi di lavorare e leggendo ad alta voce i libri, anziché distruggerli. Tra loro, Kaczerginski e Sutzkever, trascrissero alcuni libri di poesie anziché impegnarsi nel lavoro di smistamento; libri che furono in seguito pubblicati. Successivamente, i componenti accelerarono le operazioni di contrabbando delle opere. Alcuni libri erano portati di nascosto nelle proprie case dopo i turni di lavoro, e nascosti in alcune casse sepolte dentro case, bunker e scompartimenti segreti del ghetto; altri libri furono donati a non ebrei di fiducia all'infuori del ghetto, come ad esempio la bibliotecaria Ona Šimaitė, o nascosti direttamente nella sede centrale dello YIVO, che serviva anche come punto di transito per le armi da dare alla resistenza armata. Manuali militari, principalmente russi, furono identificati e consegnati ai partigiani ebrei del ghetto. Con la liquidazione del ghetto nel settembre del 1943, i lavori della Brigata terminarono bruscamente. Molti dei suoi membri furono uccisi dai nazisti, ma Sutzkever e Kaczerginski riuscirono a fuggire, nascondendosi con i partigiani ebrei.